# Мостова (Чаїнський район)
Мостова́ (рос. Мостовая) — присілок у складі Чаїнського району Томської області, Росія. Входить до складу Усть-Бакчарського сільського поселення.

## Населення
Населення — 121 особа (2010; 116 у 2002).
Національний склад (станом на 2002 рік):
- росіяни — 95 %